# Су Чжон Ли
Су Чжон Ли (кор. 이수정; род. 1964) — южнокорейский судебный психолог, профессор судебной психологии Университета Кёнги в Сеуле и представительница первого поколения криминальных профилировщиков страны. Она была включена в список 100 вдохновляющих и влиятельных женщин со всего мира Би-би-си за 2019 год. Ли работала над многочисленными громкими делами об убийствах и считает, что сталкинг приводит к более серьёзным преступлениям. В результате она помогла принять в Южной Корее закон о борьбе со сталкингом.
Ранее она была членом Комиссии по вынесению приговоров Верховного суда, рабочей группы Верховной прокуратуры по вопросам сексуального насилия и комитета по реформе Национального полицейского управления. С тех пор она написала семь книг и давала советы в популярной корейской телепрограмме «Вопросы без ответов». В ноябре 2021 года стала сопредседателем комитета по избирательной кампании партии «Власть народа». Решение о включении Ли в партию было принято без одобрения Ли Джун Сока, лидера партии на то время.